# Anillo Verde Ciclista
El Anillo Verde Ciclista (identificada como AVC-64) es una vía ciclista y peatonal segregada de 64 km que rodea el casco urbano de Madrid mediante un trazado circular.

## Historia
En 1995 el alcalde José María Álvarez del Manzano inauguró un tramo, que une Canillejas con Vallecas, que más tarde se aprovecharía como parte del actual trazado del Anillo Verde Ciclista (AVC).
En 2007, tras cuatro años de obras y una inversión de 50 millones de euros, Alberto Ruiz-Gallardón dio por terminado su trazado. Se plantaron además 15 000 árboles y 500 000 arbustos a lo largo de su recorrido. No obstante, el tramo que pasa por el estadio de La Peineta —actual Estadio Metropolitano—, tras perder Madrid la candidatura a los Juegos Olímpicos, no llegó a cerrarse. En su construcción se utilizaron los restos de escombros generados a raíz del incendio de la Torre Windsor. Entre un 70 y un 80 por ciento de las 40 mil toneladas de escombros fueron destinadas a la construcción de carreteras y parte del AVC previo paso por la planta de reciclaje y tratamiento.
En 2015, algunos de sus usuarios denunciaron errores en la señalización, fallos estructurales en partes del recorrido, pavimento en mal estado o carencias en el mantenimiento de la vegetación de los aledaños. Además, en algunos tramos hay que compartir el carril con el peatón y hay zonas muy estrechas rodeadas por barandillas que pueden poner en peligro la integridad del ciclista.
En 2016, se anunció un plan de renovación y recuperación de las zonas deterioradas o afectadas por el vandalismo de 2,5 millones de euros. Uno de sus objetivos es el de resolver los puntos que son más conflictivos a juicio de los usuarios de la vía.
El Anillo Verde debido a su planteamiento discurre por la periferia por lo que muchos usuarios criticaban la inutilidad del mismo como vía para usar la bicicleta como medio de transporte real por Madrid. El 3 de mayo de 2016, el Ayuntamiento de Madrid anunció la inversión en nuevos tramos ciclistas, muchos de los cuales tienen como objetivo conectar el Anillo con zonas céntricas de la capital.
Entre julio de 2020 y junio de 2021 se efectuaron obras de remodelación que contemplaban la renovación de hasta 49 km del pavimento (80% del trazado), alumbrado, eliminación de puntos negros y tramos conflictivos. La inversión fue de 5,8 millones de euros.

## Descripción

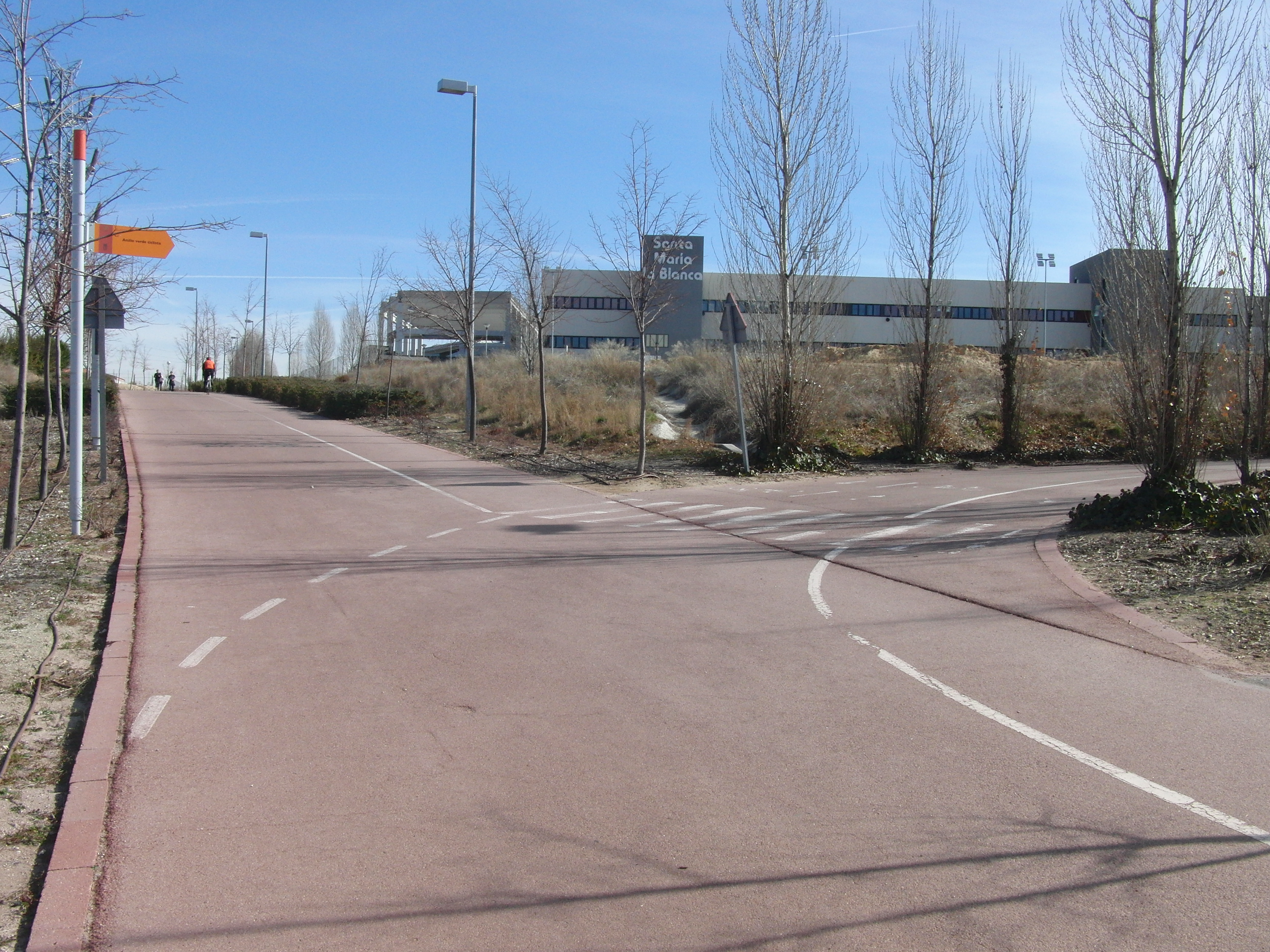
El AVC continúa hacia la derecha, el camino de frente conecta con el carril bici a Colmenar Viejo

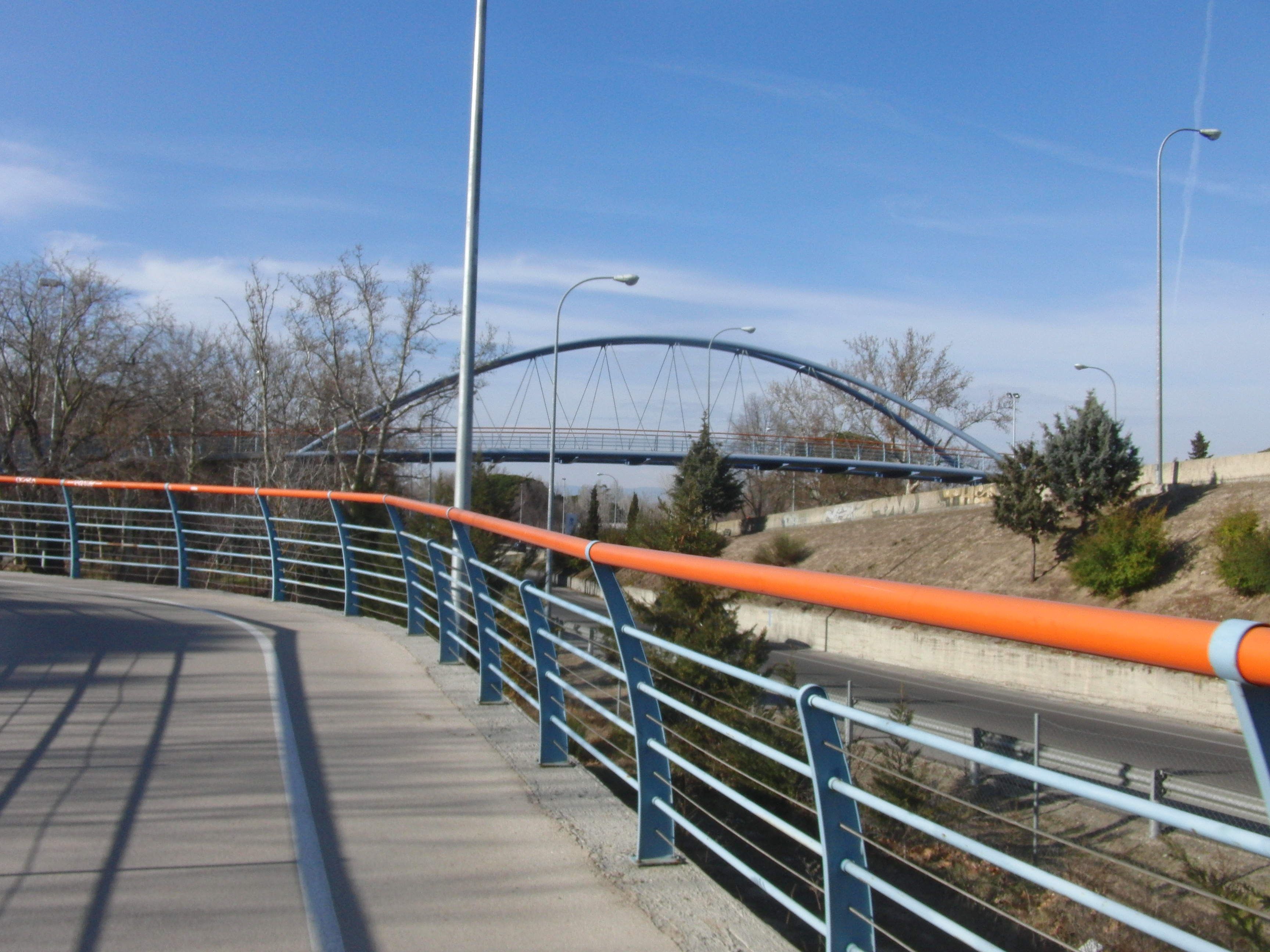
Puente saliendo de la Casa de Campo

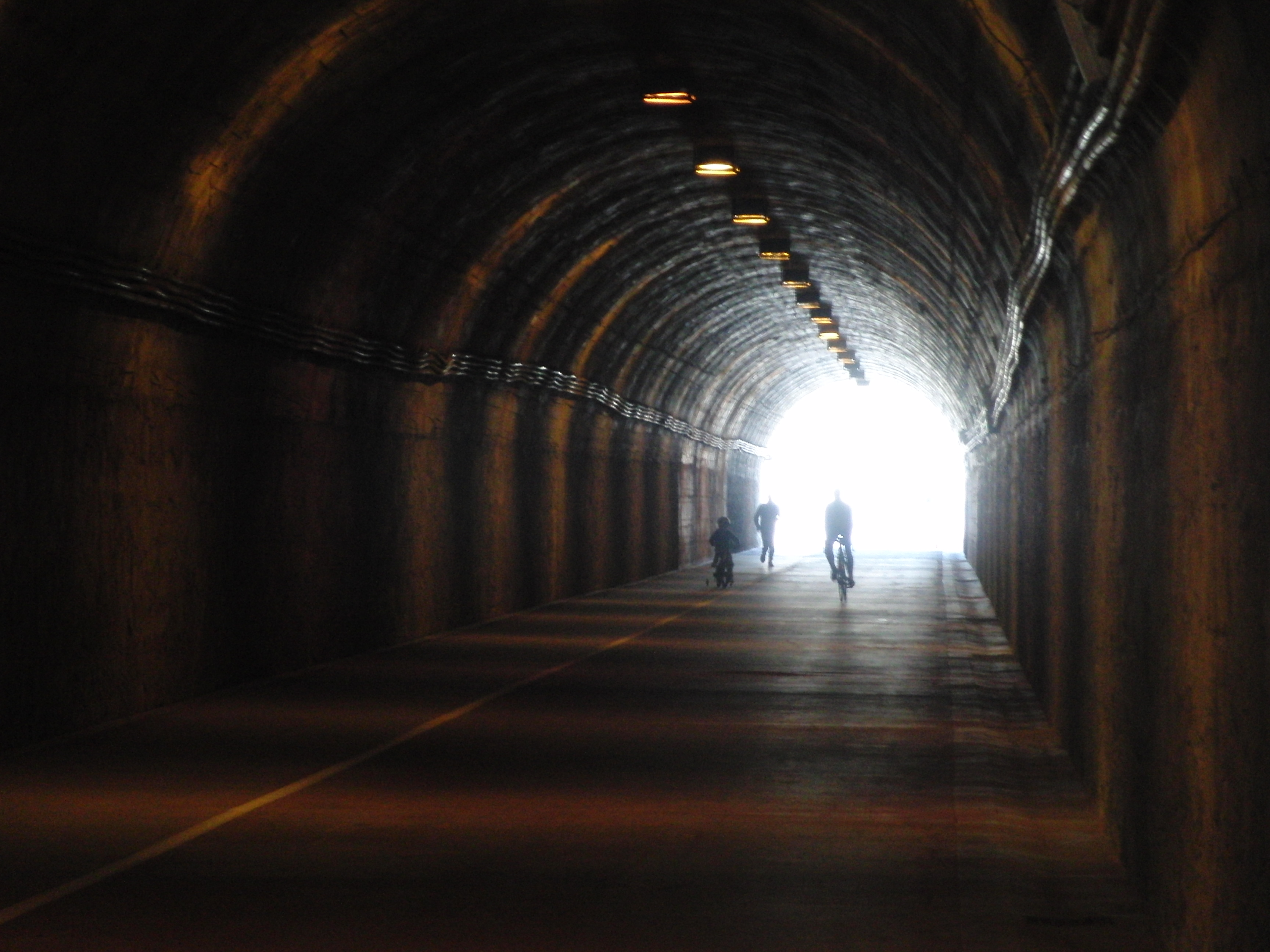
Túnel que cruza las vías de la Estación de Chamartín

A lo largo de la ruta se dispone de una serie de áreas de descanso con bancos, plano informativo del anillo y, en ocasiones, aparatos de gimnasia. La gran mayoría de áreas, aunque no todas, disponen de fuentes de agua potable. Existen puntos kilométricos en forma de poste tanto en las citadas áreas como cada kilómetro.

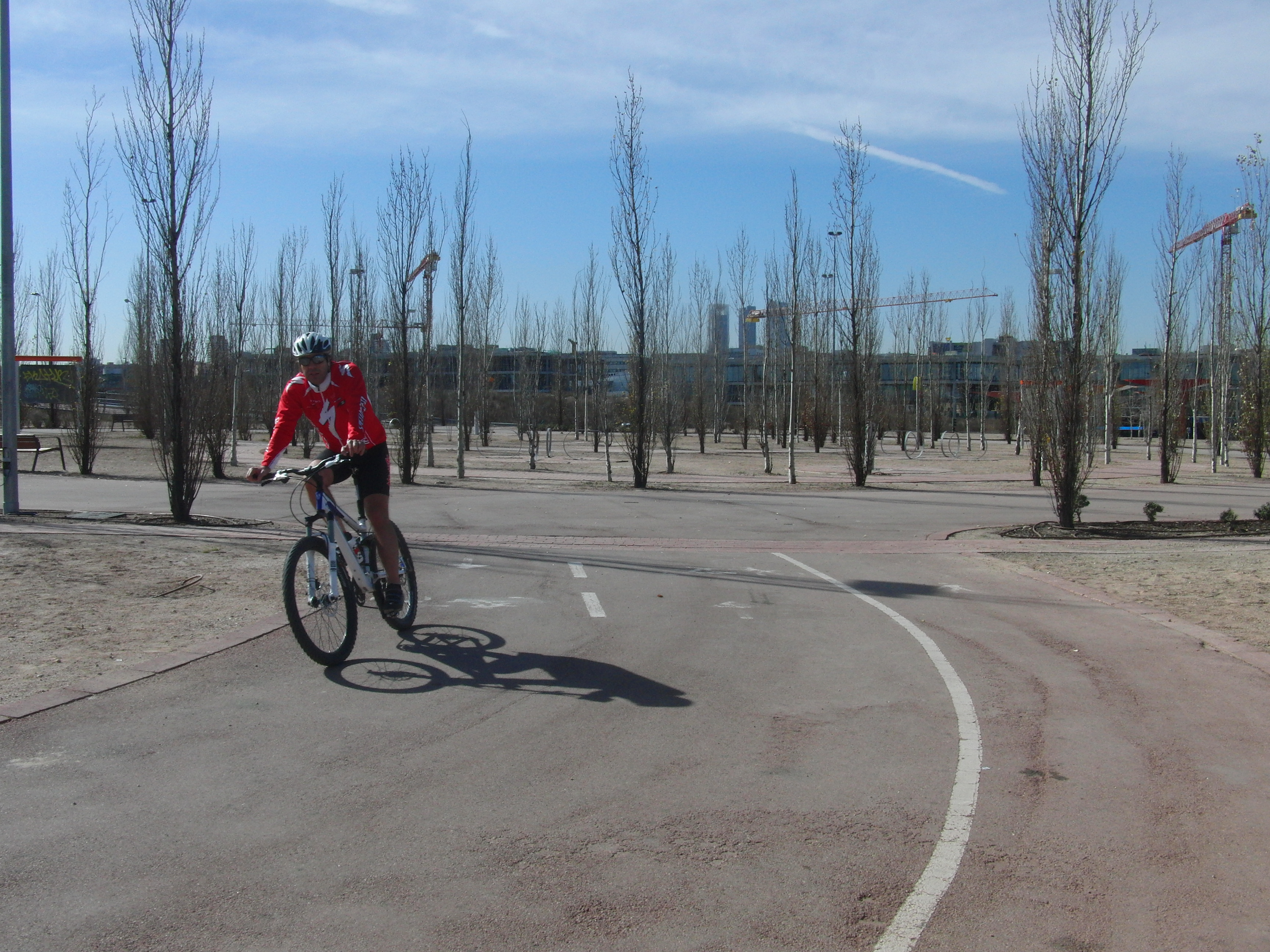
El punto kilométrico 0 está en el barrio de Las Tablas y contiene una gran área de descanso

A menos de 200 m de distancia del recorrido del Anillo Verde hay un total de veinte estaciones de Metro, tres de Metro Ligero y seis de Cercanías. La cota máxima de la ruta se sitúa a 728 m s. n. m. en la zona de Las Tablas, mientras que la cota mínima de 570 m s. n. m. se encuentra en el túnel bajo la autovía del Sur o A-4 y el túnel de ferrocarril pasado el taller de Santa Catalina. Su desnivel de ascenso y descenso acumulado es de 310 metros. A lo largo de su recorrido se cruzan un total de veinte pasarelas, puentes y túneles.
El tiempo promedio para recorrerlo en bici son 4 horas y media (a 15 km/h) mientras que andando se emplearían un total de 11 horas (a 6 km/h).

### Tramos
El recorrido del Anillo Verde Ciclista puede dividirse en los seis tramos en que queda seccionado por las intersecciones de las seis autovías radiales que recorren España partiendo de la capital (A-1 a A-6).
1. El Anillo Verde Ciclista tiene su kilómetro cero en una gran área de descanso junto a la A-1, en el barrio oficioso de Las Tablas. Este tramo, que se extiende a lo largo de 9,5 km, atraviesa los barrios o zonas de: Las Tablas, Sanchinarro, Santa María, San Lorenzo, Villarrosa, La Piovera y Canillejas.
2. El tramo tiene una longitud 10,2 km, comienza en el cruce con la A-2, con un tramo provisional hasta la M-40. Este tramo callejea por el barrio de Canillejas hasta conectar de nuevo con el Anillo Verde en el barrio de las Rosas sobre la Avenida de Arcentales. Atraviesa los siguientes barrios: La Piovera, Canillejas, Rosas, Moratalaz y Fontarrón. Es un tramo con pocos cruces y relativamente llano.
3. Este tramo de 8,7 km de longitud comienza con el cruce de la A-3, y con pendiente en descenso en el sentido creciente del kilometraje, discurre por tres grandes parques: en primer lugar a lo largo del Parque Lineal de Palomeras, tras pasar bajo las vías del tren de la estación del Pozo atraviesa el Parque Forestal de Entrevías y finalmente se adentra en el Parque Lineal del Manzanares. Una vez abandona este último parque el Anillo Verde llega hasta la Avenida de Andalucía y el Hospital 12 de Octubre, siendo éste el punto final de este tramo. Se atraviesan los siguientes barrios: Fontarrón, Palomeras Sureste, Palomeras Bajas, Entrevías, San Fermín y Orcasitas.
4. Este tramo se inicia en el cruce con la A-4, tiene una longitud de 9,7 km y cuenta con numerosos cruces semaforizados e importantes pendientes de subida y bajada, siendo la más acentuada la del último repecho con varias curvas en zig-zag hasta llegar a la pasarela sobre la autovía A-5. Atraviesa los siguientes barrios: San Fermín, Orcasitas, Pan Bendito, San Francisco, Carabanchel Alto y Aluche.
5. Tramo de 12,3 km que parte desde la intersección con la A-5 y discurre por el entorno de la Casa de Campo y la ribera del río Manzanares. El trazado discurre por zonas sin tráfico exceptuando la zona de carreteras que bordea el Lago de la Casa de Campo. Atraviesa los siguientes barrios: Aluche, Casa de Campo, Colonia Manzanares, Ribera del Río Manzanares, Club de Campo, Ciudad Universitaria y Puerta de Hierro.
6. Este tramo es el de mayor longitud, con más de 13 km, y tiene su inicio en el cruce con la A-6. Cabe destacar en este tramo una larga subida de aproximadamente 2,5 km que termina en el enlace con la vía Verde de Colmenar, que enlaza el Anillo con el carril bici de la Carretera de Colmenar. Unos metros más adelante el Anillo cruza la carretera de Colmenar, a partir de donde comienza un descenso hasta el final del tramo. En su recorrido atraviesa los barrios de Puerta de Hierro, Arroyo del Fresno, Mirasierra, Montecarmelo, Tres Olivos y Las Tablas.

## Publicaciones
En 2014 la editorial La Librería publicó el libro Madrid en bici, el anillo verde ciclista en 64 ilustraciones de Juan Calderón.